# Stabbing Westward
Stabbing Westward est un groupe de rock alternatif américain, originaire de Chicago, dans l'Illinois.

## Biographie

### Débuts (1986–1992)
Relocalisé à Chicago en 1986, la formation originale comprend Hall à la basse et au chant, Flakus aux claviers, et Jim Clanin à la guitare. En 1990, une cassette démo quatre pistes est publiée. Cet EP, intitulé Iwo Jesus, comprend une première version de Violent Mood Swings (intitulée Violent Mood Swing) qui finira sur la compilation The Cyberflesh Conspiracy.
Hall se met en pause de Die Warzau. Hall et Flakus recrutent plus tard Jim Sellers à la basse et Chris Vrenna (Nine Inch Nails) à la batterie, après que Hall ai rencontré Vrenna lorsqu'il jouait au sein de Die Warzau. Vrenna joue de la batterie sur les démos qui attirent l'intérêt de Columbia Records, label auquel signera Stabbing Westward. Ces démos comprennent Violent Mood Swings, Lies, et Nothing. Elles sont enregistrées dans un studio à Evanston, dans l'Illinois et font participer Stuart Zechman à la guitare.

### Ungod(1993–1995)
Le trio recrute le musicien de Wax Trax Stuart Zechman à la guitare, et David Suycott (Spies Who Surf, Machines of Loving Grace) à la batterie. En 1993, le groupe enregistre aux Eden Studios à Londres, en Angleterre, avec le producteur John Fryer. Cette fois, ils atterrissent chez le label Columbia Records où ils publient leur premier album, Ungod, le 15 février 1994. Le groupe participe en ouverture de la tournée Exotic Tour de Depeche Mode en été 1994, et ouvre à la fin 1994 pour Killing Joke.
David Suycott quitte brutalement le groupe à la fin de la tournée Ungod. Andy Kubiszewski est appelé à replacer Suycott pour le restant des dates. Kubiszewski devait apprendre en un temps record les partitions de Suycott pendant son vol pour rejoindre le groupe. Kubiszewski deviendra membre permanent de Stabbing Westward.
Leur morceau Nothing est incluse dans la scène Club Hell du film Bad Boys, et dans le générique de fin de Johnny Mnemonic. Les chansons Lies, Lost, et Can't Happen Here sont aussi utilisées pour le film Mortal Kombat ; mais elles ne seront pas présentent dans la bande son.

### Wither Blister Burn and Peel(1995–1997)
À la suite du départ de Stuart Zechman après la tournée Ungod à cause de divergences personnelles, les membres restants se retrouvent démunis de l'un de leurs principaux auteurs. Le nouveau batteur Andy Kubiszewski le remplace alors. Avant de jouer au sein de Stabbing Westward, Kubiszewski ne jouait que de la batterie au sein de The The, enregistrant une chanson pour Nine Inch Nails, et jouait dans Prick. Peu après le départ de Zechman, Kubiszewski joue une douzaine de démos comme What Do I Have to Do?, Haunting Me, Sometimes It Hurts, Crushing Me, Slipping Away, Desperate Now, et Goodbye.
En 1996, l'album Wither Blister Burn and Peel devient succès, certifié disque d'or, grâce aux singles Shame et What Do I Have to Do? qui garantit au groupe de passer sur MTV, MuchMusic et à la radio. Ils tournent en soutien à l'album avec Sponge. What Do I Have to Do? figure dans le film Masterminds, et dans l'épisode Tempest  de Smallville des années plus tard. Plus tard, le groupe recrute Mark Eliopulos après les sessions de Wither.

### Darkest Days(1998–2000)
Stabbing Westward se délocalise à Los Angeles, en Californie où il commence à travailler sur son album Darkest Days. Darkest Days Il fait participer Mark Eliopulos. Le premier single Save Yourself est un succès, mais n'aide pas l'album à se vendre comparé à son prédécesseur. Stabbing Westward continue de tourner avec des groupes comme Placebo, The Cult, Monster Magnet, et Depeche Mode, et joue à de nombreux festivals d'été. Kubiszewski est forcé de quitter le groupe et est remplacé pour trois dates par leur ancien batteur Chris Vrenna, puis par Johnny Haro pour le restant des dates. 
La chanson The Thing I Hate est utilisé dans le jeu vidéo Duke Nukem: Time to Kill sorti sur PlayStation en septembre 1998. Un remix de la chanson Torn Apart figure dans la bande son du film Spawn en juillet 1997. Save Yourself figure dans les films Urban Legend et Tekken, et plus tard dans la cinquième saison de True Blood. La chanson Haunting Me figure dans le film The Faculty.

### Stabbing Westwardet séparation (2001–2002)
Après avoir signé au label Koch Records, leur nouvel agent artistique veut un nouvel album aux influences heavy pop. Christopher Hall, Walter Flakus, et Mark Eliopulos refusent. Mark Eliopulos est renvoyé par l'agent qui recrutera Derrek Hawkins en studio et pour les tournées, et comme nouveau producteur, Ed Buller. La démo de leur album homonyme est considérée comme trop sombre
L'album, Stabbing Westward, est publié le 22 mai 2001 et comprend le hit So Far Away. L'album se vend bien en Australie, mais pas à l'international. Avant un cinquième album, le groupe annonce sa séparation officielle le 9 février 2002.

### Post-séparation (2003–2010)
Le chanteur Christopher Hall formera The Dreaming. Le groupe publie son premier album, Etched In Blood, en 2008. En 2011, le groupe sort son deuxième album, Puppet, qui atteint la 32e place des Billboard Heatseekers Albums.
Jim Sellers et sa femme ouvrent un restaurant bio appelé Sellers Market. Il semble avoir mis la clé sous la porte en 2012. Jim Clanin quitte la musique, et opère un Dairy Queen dans l'Illinois.

### Retour (depuis 2010)
En juin 2010, une rumeur circule selon laquelle Stabbing Westward se réunirait ; cependant, faux espoir. Le 23 juillet 2012, un fan lance une pétition pour une tournée de réunion. Christopher Hall, Walter Flakus, et Johnny Haro se réunissent à l'un des concerts de The Dreaming à Las Vegas, le 15 novembre 2013. Flakus se joindra à The Dreaming.
Stabbing Westward se réunissent pour deux concerts spécial 30 ans. Le premier prend place à Chicago le 22 septembre 2016 pendant le Cold Waves Festival, un festival de charité pour prévenir le suicide. La formation comprend Christopher Hall, Walter Flakus, Mark Eliopulos, et Johnny Haro. Jim Sellers ne prendra pas part à la réunion. Le second concert prend place au Dracula's Ball de Philadelphie le 31 octobre 2016, au Trocadero Theatre.
En janvier 2017, lors d'une interview avec audioBoom, Walter Flakus révèle qu'il ne prévoit aucun nouvel album du groupe, mais reste ouvert aux suggestions. Des dates de tournée débutent en février 2017. Le groupe joue aussi à l'édition du Cold Waves Festival de Chicago.

## Membres

### Membres actuels
- Christopher Hall - chant, guitare (1992-2002, depuis 2016)
- Walter Flakus - claviers (1992-2002, depuis 2010)
- Mark Eliopulos - guitare, chanteur (support) (1996-1999, depuis 2010)
- Johnny Haro - batterie

### Anciens membres
- Chris Vrenna - batterie (1992)
- Jim Sellers - basse (1993-2002)
- Andy Kubiszewski - batterie, guitare, claviers, chanteur (support) (1995-2002)
- Derrek Hawkins - guitare, chant (support) (1999-2002)
- Stuart Zechman - guitare (1993-1995)
- David Suycott - batterie (1993-1995)

## Discographie

### Albums studio
- 1994 : Ungod (Columbia)
- 1996 : Wither Blister Burn and Peel (Columbia)
- 1998 : Darkest Days (Columbia)
- 2001 : Stabbing Westward (Koch Records)
- 2022 : Chasing Ghosts (COP International Records)

### EP
- 1992 : Iwo Jimma EP
- 2003 : The Essential Stabbing Westward (Sony)
- 2003 : What Do I Have to Do?

### Singles
| Année | Chanson                 | Album                      |
| ----- | ----------------------- | -------------------------- |
| 1994  | "Violent Mood Swings"   | Ungod                      |
| 1994  | "Lies"                  | Ungod                      |
| 1994  | "Nothing"               | Ungod                      |
| 1996  | "What Do I Have to Do?" | Wither Blister Burn & Peel |
| 1996  | "Shame"                 | Wither Blister Burn & Peel |
| 1998  | "Sometimes It Hurts"    | Darkest Days               |
| 1998  | "Save Yourself"         | Darkest Days               |
| 1999  | "Haunting Me"           | Darkest Days               |
| 2001  | "So Far Away"           | Stabbing Westward          |